# Carnaval de La Paz
El Carnaval de La Paz es una de las festividades más notorias de la ciudad de La Paz en Bolivia. Miles de danzarines recorren sus calles con trajes folklóricos, rodeados de variados juegos de agua y mixtura, harina, serpentina y otros.

## Características
El Carnaval se inicia el domingo anterior al corso infantil donde se "desentierra al pepino" y se inicia la festividad.
Durante la semana se escoge a la reina del carnaval y se obliga al pepino a casarse.
Las Fiestas se inician en la mañana del sábado de Carnaval, con el Corso Infantil, donde niños y niñas, acompañados de sus padres, desfilan por El Prado vestidos con disfraces multicolores, jugando con agua, espuma y con mucha alegría.
El domingo tiene lugar la Entrada Tradicional del Carnaval Paceño, donde participan distintas comparsas de baile y danzas.

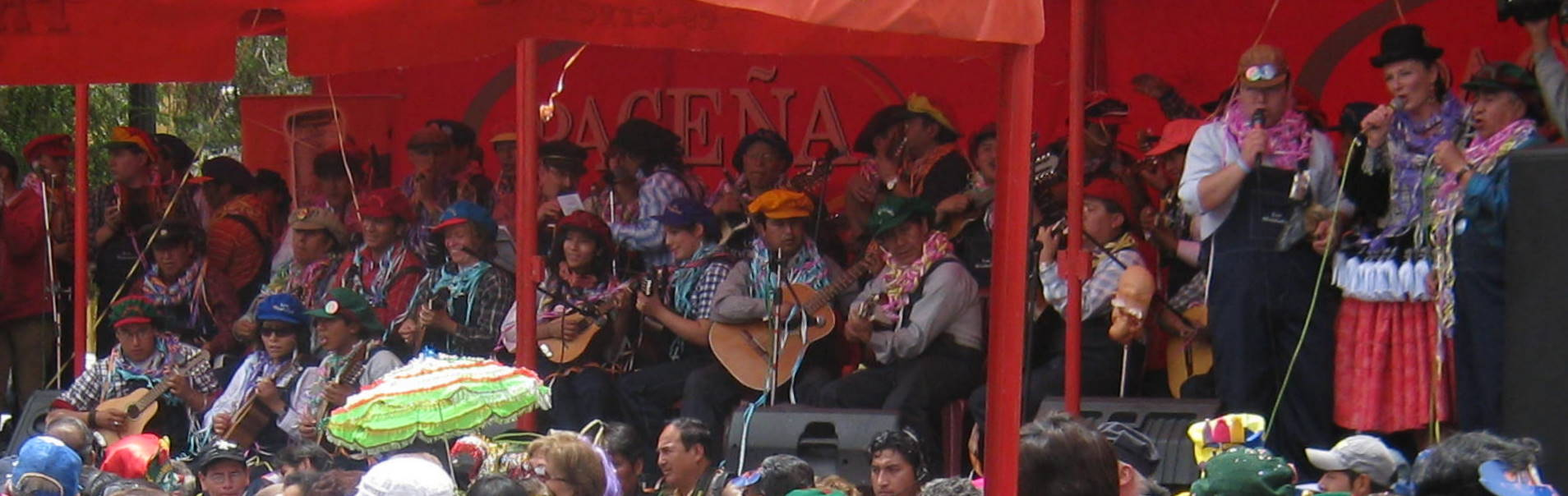
Presentación en la Plaza Murillo de La Paz del grupo Los Olvidados con motivo del entierro del Pepino, celebración de cierre del carnaval paceño.

Y el lunes de Carnaval se celebra el  Jiska Anata, traducido del aimara como pequeña fiesta, donde las personas disfrutan de la festividades tal y como se celebraban en el pasado, con trajes antiguos y de gala. Los bailes de los pueblos llegan a amenizar con su alegría y tradición esta festividad. El personaje típico es El Hiskanata, un personaje de antaño recuperado recientemente.
El martes se festeja el Martes de Challa. Es el día en que se realiza la tradicional "challa" sobre los bienes de las personas, dándole las gracias a la Madre Tierra, la Pachamama, con fiesta, cohetillos, serpentina y mixtura. 
El domingo de esa semana se realiza el "entierro del pepino" en el Cementerio General finalizando estas fiestas.

## El Pepino
El Pepino es un personaje típico del carnaval paceño. Va vestido con un disfraz multicolor, adornado de cascabeles y tapa su rostro con una careta que le da anonimato, para hacer sus travesuras golpeando a modo de juego a los que quiere con un "matasuegras" y/o un "chorizo". Lleva bolsas de mixtura, silbato, harina y agua para rociar a los espectadores y participantes de esta gran fiesta.
Un disfraz de pepino es enterrado cada año en el Cementerio General de la Ciudad de La Paz y el domingo anterior al sábado de carnaval. En las semanas que dura el carnaval el Pepino debe contraer matrimonio. Finalizado el carnaval en el domingo de carnaval se vuelve a enterrar al pepino.